# Synacra brachialis
Synacra brachialis är en stekelart som först beskrevs av Christian Gottfried Daniel Nees von Esenbeck 1834.  Synacra brachialis ingår i släktet Synacra, och familjen hyllhornsteklar. Arten är reproducerande i Sverige.